# 帕斯托里
帕斯托里，是匈牙利杰尔-莫雄-肖普朗州所辖的一个村。总面积8.52平方公里，总人口373，人口密度43.8人/平方公里（2011年1月1日）。